# Bunești, Suceava
Bunesti là một xã thuộc hạt Suceava, România. Dân số thời điểm năm 2002 là 2700 người.